# TrueType

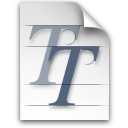
True type.

TrueType és un format estàndard de tipus de lletra escalables de manera vectorial desenvolupat per Apple Computer a la darreria de la dècada dels vuitanta del segle xx. Quan Apple i Microsoft van decidir el 1990 de compartir el programari, va ser l'inici d'una «revolució» que va fer que documents van esdevenir bescanviables entre les dues plataformes informàtiques.
Les fonts TrueType poden disposar qualsevol grandària des de 0,7 punts fins à un màxim de 2160 punts (76 centímetres) sense pèrdua de qualitat. Una de les principals fortaleses de TrueType era que oferia als dissenyadors de tipografia un major grau de control (mitjançant hints) sobre la forma en què els caràcters es mostraven en pantalla o en impresos a grandàries menors, el que contribuïa a una millor llegibilitat.
L'acord de cooperació entre els adversaris Apple i Microsoft revelat el 5 de març del 1990 va sorprendre mant expert el 1990. Apple havia desenvolupat un nou programari per renderitzar tipus de lletra. Les dues empreses van decidir d'aliar-se per presentar tipus i pàgines. Microsoft del seu costat havia desenvolupat el programari TrueImage per renderitzar pàgines compatibles amb el format PostScript, a partir d'un programari comprat a Bauer Enterprises que l'havia desenvolupat a partir del llenguatge de codi obert Ghostscript. Ambdues empreses van bescanviar llicències i Microsoft va integrar TrueType al seu sistema.
Des d'aleshores totes dues utilitzen una mateixa tecnologia per la descripció dels tipus i de les pàgines. L'aliança d'empreses va crear una compatibilitat entre Mac OS i Windows i va competir amb el format Postscript Type 1 d'Adobe Systems basat en el llenguatge de descripció de pàgina PostScript. Tot i això, va caldre temps per integrar la nova tecnologia i només l'abril de 1992, el sistema operatiu Windows 3.1 va ser capaç de gestionar aquest format tipogràfic.
TrueType és basat en corbes de Bézier. Va ser conegut durant la seva etapa de desenvolupament, al principi pel nom en clau «Bass» i més tard pel nom en clau «Royal». Apple va vendre una llicència a Microsoft per permetre la utilització de les fonts TrueTypeNo obstant això, al principi aquesta compatibilitat encara no era perfecte i van caldre utilitats com per resoldre la dificultat.

## Creació de tipus TrueType
La creació de fonts tipogràfiques és una tasca especialitzada que requereix sòlids coneixements en tipografia, i el maneig d'aplicacions de programari especialitzades. Dins de tals aplicacions, en la creació de pòlisses TrueType es destaca el programari Fontlab, que, en l'actualitat, ha substituït el Fontographer que tenia la mateixa finalitat. El programa Corel Draw permet, des de fa diverses versions, la creació i exportació de pòlisses TrueType encara que –com a eina de disseny tipogràfic– no està al nivell de les esmentades anteriorment.

## Processament de tipus
Els arxius de tipografia TrueType estan composts per elements vectorials que empren funcions quadràtiques, encara que ocupen més quantitat de memòria i conté suggeriments per a la millora de la visualització a baixes resolucions. La tecnologia TrueType incorpora el gestor de tipus en el propi sistema operatiu a partir de Windows 3.1 i de Mac OS 7.0.
En la plataforma Macintosh, els tipus de lletra eren originalment emmagatzemades en carpetes fets a mà que especificaven les ubicacions de cada píxel per a una grandària en particular. Si l'usuari desitjava visualitzar un caràcter a una grandària diferent, l'administrador tipogràfic buscava la major similitud i aplicava algorismes bàsics d'escalament. Quan eren escalats a grans grandàries, es produïa l'efecte de pixelat.
Els arxius de contorn TrueType tenen l'extensió .ttf i en ser carregats en memòria, el gestor de tipus de Windows crea un fitxer .fot a la carpeta del sistema de computadores Macintosh, i al directori C:\windows\system dels PC i indica el nom de la font i la ubicació de l'arxiu. A partir del sistema operatiu Windows 95, s'ha simplificat la gestió dels arxius TrueType.
Les lletres de format TrueType es descriuen mitjançant funcions quadràtiques que són convertides en el mapa de bits adequat. Després, amb la finalitat de mantenir bona qualitat a resolucions més baixes, els contorns s'ajusten a un reticle de sortida. Aquesta informació és part del tipus en si mateix. La tecnologia té un conjunt extens i flexible d'instruccions per a l'adequació al reticle el que permet que els desenvolupadors i fabricadors de tipografies incorporin la seva pròpia tecnologia d'escalat, podent-se després afegir dades addicionals a la pòlissa. Dins de l'arxiu la informació s'agrupa en blocs diferenciats. Per exemple, la informació per la «rasterització» (generació) del caràcter s'emmagatzema en una taula denominada Glyph Data Table (Taula de dades de glifos). El rasteritzador dels tipus de lletra està generalment instal·lat en la memòria només de lectura del dispositiu de sortida o forma part del programari del controlador.
L'aspecte més destacat és que els procediments d'acomodació del contorn poden variar en funció del fabricant que desenvolupi cada tipus de lletra en particular. El procediment parteix que la silueta del caràcter es col·loqui sobre la reixeta de sortida; el rasteritzador omple tots els píxels els centres dels quals entren dins dels límits interns del contorn. En principi, aquest procediment podria provocar alguns marginaments (dropout), malgrat que l'acomodació es realitzi correctament, si es tracta de cossos petits, o quan s'ha produït alguna rotació o deformació. El format preveu procediments de correcció per evitar aquestes aberracions segons la manera que els contorns entrin en relació amb els pixels. Aquestes tècniques suplementàries han de ser només aplicades quan es pugui produir el perill de marginaments doncs empren més temps que un procés de rasterització simple.